# Flash (canção de Ludmilla)
"Flash" é uma canção da cantora brasileira Ludmilla, lançada como terceiro single do seu primeiro álbum ao vivo Hello Mundo.

## Videoclipe
Com direção criativa de Giovanni Bianco, o clipe contém cenas de Ludmilla como chefe de uma reunião executiva, mostrando que uma mulher negra pode subir ao poder, além da artista vestida com um paletó branco e gravata, inspirado em um clássico figurino de Michael Jackson, em outra cena a artista dança ao lado de sua esposa, a bailarina Brunna Gonçalves. 